# Secretum secretorum
Le Secretum secretorum (ou Secret des secrets, aussi appelé Lettre d'Aristote à Alexandre) est une œuvre faussement attribuée à Aristote. Médiéval, ce traité pseudo-aristotélicien traite des sujets aussi divers que l'occultisme, la politique et la physiognomonie. 

## Présentation

### Contenu
Le Secretum secretorum se lit sous une forme qui tient tout à la fois de l'encyclopédie et du miroir des princes. Présenté comme un traité écrit par Aristote à son disciple Alexandre le Grand, il aborde des sujets très variés, allant de la politique à la morale en passant par l'astrologie, l'alchimie et les propriétés magiques des plantes. 
Cet ouvrage eut une importante influence en Europe pendant le haut Moyen Âge. Il s'agit d'un des livres les plus lus du Moyen Âge, si ce n'est même « le livre le plus répandu en Europe au Moyen Âge ». Selon l'expert du Secretum secretorum Denis Lorée, le succès de l’œuvre s'inscrit dans un phénomène d'époque qu'est la fascination envers les grands hommes, tels qu'Alexandre, Charlemagne et Arthur. Il s'inscrit également dans le succès des ouvrages qui se présentent comme un miroir des princes.

### Historique de publication
Si le Secret des secrets se présente comme une lettre envoyée par Aristote à Alexandre, le texte est en réalité traduit d'un traité arabe du Xe siècle, le Kitâb sirr al-'asrâr (en arabe : كتاب سر الأسرار). Certains historiens, dont J. Ruska, lui donnent pour auteur Rhazès (Abu_Bakr_Mohammad_Ibn_Zakariya_al-Razi). D'autres ont proposé Yuhannâ ibn al-Bitrîq, vers 941. Le texte n'a probablement jamais été écrit en grec ancien. 
Le traité se diffuse en Europe en deux versions latines, une brève, et une longue. 
La version brève, apparue vers 1145, centrée sur la médecine, est traduite par Jean de Séville entre 1112 et 1128. Il lui donne le titre de De Regimine sanitatis (Du régime de santé), ou Epistula Alexandro de dieta servanda. 
La version longue, vers 1220, est traduite par Philippe de Tripoli, qui est identifié par Haskins à un Philippe chanoine de Tripoli, cité dans les registres de Grégoire IX et Innocent IV.
Le Secretum secretorum a été traduit dans de nombreuses langues vernaculaires. 
C'est cette dernière[Laquelle ?] qui est principalement diffusée, notamment au XVe siècle. 
Le texte est plus ou moins modifié au cours des traductions successives. 
On trouve dans une des versions élargies du XIIIe siècle des considérations alchimiques, dont la fameuse table d'émeraude (Tabula smaragdina). 
Une traduction française présente Aristote comme « fils de Mahomet de Macédoine », tandis que la plupart des versions latines le présentent, à juste titre, comme le fils de Nicomaque de Macédoine.
Il faut attendre 1287 pour que Pierre d'Abernon produise une version versifiée et largement remaniée de l’œuvre.

## Résumé

### Prologues

#### Prologue d'un docteur recommandant Aristote
L'auteur se présente comme celui qui a rassemblé les écrits qui constituent le Secret des secrets. Il rend un hommage à Aristote et présente l'ouvrage comme étant un « livre des bonnes mœurs pour le gouvernement ». Le Secret est décrit comme ayant été écrit par Aristote pour Alexandre.
Le docteur soutient que la vie d'Aristote a été maillée par des évènements surnaturels. Cela permet de justifier le caractère ésotérique de l’œuvre. Ainsi, il rapporte que selon plusieurs témoins, en mourant, Aristote serait « monté au ciel en forme d'une colombe de feu ». Le manuscrit du Secretum secretorum aurait été écrit par Aristote en réponse à une épître d'Alexandre lui demandant conseil.

#### Lettre du docteur Philippe qui traduisit le livre en latin
L'auteur présente Philippe, fils de Paris, qui, dit-on, traduisit le Secret des secrets en latin. Philippe raconte que sa quête de la connaissance et de la vérité l'a conduit à rencontrer « un homme solitaire plein de grande abstinence », dont il aurait obtenu le texte du Secret des Secrets. Il dit avoir traduit le texte du grec en chaldéen, et de chaldéen en arabe.

### Épîtres

#### Épître d'Alexandre à Aristote
Alexandre annonce à Aristote qu'il a conquis la Perse, et qu'il a découvert un groupe d'hommes qui « abondent très grandement en raison » et ont un « entendement subtil et pénétratif ». Il hésite à « les mettre tous à mort », et demande à son ancien maître, « docteur en justice et très noble recteur », de lui donner son avis.

#### Réponse d'Aristote à Alexandre
Aristote répond à Alexandre en lui rappelant qu'il ne peut agir que dans la limite de sa puissance. Dès lors, s'il est en position de force, il peut agir sans entrave (« si tu peux muer et changer l'air de la terre et l'eau, et l'ordonnance des cités, accomplis tout ton désir »). En revanche, s'il ne pense pas contrôler entièrement la situation, il est préférable qu'il gouverne ces hommes avec raison et compassion. Ainsi, du fait de « l'amour qu'ils auront en toi, tu régneras paisiblement sur eux ».

#### Épître d'Aristote à Alexandre
Aristote écrit une lettre à son disciple. Il commence par lui présenter ses respects, lui écrivant que « Dieu te confirme, en la voie de la connaissance, les chemins de vérité et de vertus, et te réfrène des désirs charnels et bestiaux ». Il annonce qu'il est dans l'impossibilité, étant « pesant d'âge et en grande faiblesse », de le rejoindre comme demandé. Il explique ainsi qu'il a écrit le livre qu'Alexandre tient entre ses mains : « pour cette cause, j'ai ordonné et me suis hâté de faire un livre pour toi, lequel [...] suppléera mon absence et mes défauts, et te sera règle et doctrine très certaines ».
L'épître a connu un grand succès au Moyen Âge du fait du caractère mystique de la lettre d'Aristote. Le maître confie à son élève qu'il s'exprime dans ce livre de manière parfois obscure (« je te révèle mon secret figurativement et un peu obscurément ») car il craint que « ce livre ne vienne en la main des infeaulx et à la puissance des arrogants et mauvais » ; or, « ils pourroient savoir les grands secrets de Dieu, qui sait bien qu'ils n'en sont pas dignes ». Aristote rappelle à Alexandre qu'il est nécessaire d'être obéi par ceux qui sont gouvernés, « car par la désobéissance des sujets est moult affaiblie la puissance du seigneur ».

### Chapitres sur le gouvernement

#### Les rapports du roi aux sujets
Les rois doivent-ils être généreux envers eux-mêmes et avares envers leurs sujets, ou inversement ? Par une rapide doxographe, pseudo-Aristote rappelle la diversité des points de vue sur le sujet : les Italiens soutiennent que le roi doit être avare envers soi mais généreux avec ses sujets, quand les Indiens, eux, considèrent que le bon roi est avare envers lui-même mais aussi envers ses sujets. Selon lui, toutefois, si un roi était avare envers lui-même mais aussi avec ses sujets, « son royaume seroit tout destruit ». Le bon roi, en effet, est celui qui donne selon son pouvoir et avec mesure « à ceux qui en ont nécessité et qui en sont dignes ». Il est inutile de donner des biens à celui qui n'en a nulle nécessité, et le roi qui fait cela « n'acquiert nulle louange »,. Être généreux et juste avec les sujets qui sont en nécessité permet à un roi d'être généreux envers lui-même. Seul dans ce royaume il y aura de la prospérité et du bonheur. 
Le roi bénéficie de révérence lorsqu'il agit d'une manière qui force le respect. Il peut être obéi du fait de la prudhommie des hommes pour le roi ; parce que le roi est aimé par ses sujets ; parce que le roi est courtois, agréable ; enfin, du fait de l'honneur et de la révérence qu'il a pour ceux qui en sont dignes. 
Pseudo-Aristote appelle Alexandre à ne pas « convoiter les choses mondaines », qui, par nature, sont « transitoires et corrompables ». Mieux valent « les richesses qui ne se peuvent corrompre et la vie qui ne se peut changer ». Il appelle son disciple à se rendre « toujours fort et glorieux » : « laisse la vie des bêtes en leurs ordures ». Aussi le philosophe conseille-t-il à son disciple de ne pas s'« encliner à la luxure des femmes », car c'est une vie de bêtes. Gouverner sa vie comme des « bêtes brutes et sans raison » n'apporte aucune gloire. 
Aussi, il est important de ne pas croire tout ce qu'on nous dit, et de ne pas être trop enclin à pardonner « à ceux contre qui tu auras eu victoire ». Il s'agit aussi pour le roi de penser aux « temps et cas qui peuvent advenir », afin de prévoir les difficultés. 

#### La gestion des finances publiques
Pseudo-Aristote insiste sur la nécessité d'une gestion saine des dépenses de l’État. Le roi qui « veut faire plus grande dépense que son royaume ne peut soustenir », ce roi « sans nul doute sera destruit ». Comme l'individu, le roi qui dépense trop « viendra tôt au très amer rivage de pauvreté ». Le maître annonce à son disciple qu'il a eu accès aux écrits du sage Hermogène, qui soutient que « la très grande et souveraine bonté et vraie clarté d'entendement » et « signe de perfection du roi » est que le roi se garde de voler ses sujets. 
Pseudo-Aristote donne pour exemple le royaume d'Angleterre. Plusieurs rois de ce pays ont succombé aux largesses, quitte à détruire leur pays : ils « faisoient de si outrageuses dépenses que les revenus du royaume n'y pouvoient suffire ». Le roi fut obligé de prendre la propriété des sujets. Cela causa une insurrection populaire. Le maître conclut en appelant son disciple à se « garder de folles et outrageuses dépenses et de dons outrageux ». Il faut garder une tempérance dans les dépenses publiques.

#### Les vertus et les vices du roi
Pseudo-Aristote définit la vertu du roi. Elle consiste à « bien régner, aimer les bons, pardonner injures et honorer ceux qui sont à honorer ». En public, le roi ne doit pas déshonorer, humilier les hommes qui sont dignes. L'auteur réaffirme que tant qu'Alexandre suivra ces préceptes, il aura « toujours clarté luisante et suffisante science pour [s]on gouvernement ». À ce titre, l'auteur revient sur le concept d'entendement. Il s'agit d'une notion clef, car l'entendement est « chef du gouvernement de l'homme et salut de l'âme », en même temps que « garde des vertus et miroir des vices ». L'entendement permet de voir ce que l'on doit fuir. Tout ce qui est bon tient à l'entendement, qui nous permet de l'atteindre.
Pseudo-Aristote enjoint son disciple à laisser derrière lui « tous désirs bestiaux et charnels », car « ils sont corrompables ». Les désirs charnels, en effet, jouent avec le cœur, et corrompent l'entendement. En plus de cela, l'amour charnel « engendre avarice. Avarice engendre désir de richesses, désir de richesses font homme sans vergogne et homme sans vergogne orgueilleux ».
Le maître met en garde son disciple au sujet de la renommée, de la réputation, qu'il a. C'est par la bonne renommée que « les royaumes et les grandes seigneuries » sont « acquises et gouvernées ». La bonne renommée exige que le chef soit honnête et ne s'adonne pas au mensonge : « sache que envie engendre mensonge laquelle est racine et matière de tous vices ». En effet, selon lui, « mensonge engendre mal parler. Mal parler engendre haine. Haine engendre vilénie. Vilénie engendre rancune. Rancune engendre contrariété. Contrariété engendre injustice. Injustice engendre bataille. Bataille engendre et rompt toute loi, destruit cités ».

#### Le bon gouvernement
Lorsqu'il se gouverne « en prudhommie vers Dieu, il est digne de régner et honorable seigneuriser ». Toutefois, s'il « met son royaume en servitude et en mauvais coutumes, il trépasse la voie et le chemin de vérité ». Ce roi-là finira méprisé de tous.
Le bon roi est aussi celui qui gouverne « selon les droits et les lois », et qui ne soit pas faux et inauthentique face à ses sujets (il ne doit pas gouverner « par feinte apparence »). Gouverner signifie également prévoir, et notamment dans la gestion des vivres. Il est important que le roi fasse « toujours grande garnaison de blé, et de potages de toutes vitailles », afin que l'abondance règne toujours, et que lorsque les prix augmentent, il n'y ait pas de famine. Penser à l'avenir permet de traiter d'emblée de tout « ce qui lui peut être contraire ». Cela lui permet de « plus légèrement porter les adversités et les contraires aventures ». 
Aussi, le roi ne doit pas penser « en son courroux », mais au contraire, lorsqu'il a erré, « raisonnablement connaître son erreur ». La plus grande sagesse qu'un roi puisse avoir est de « sagement gouverner ». Si le roi ne peut rien faire qui soit bon et profitable, alors il doit agir « en grande discrétion et diligence afin que les gens ne disent qu'il fait ses besognes trop sottement ou trop négligemment ».
Le roi ne doit pas être indifférent à la pauvreté dans son royaume. Au contraire, il doit « souvent enquérir de la nécessité de [s]es pauvres sujets ». Il doit subvenir à ceux qui sont en nécessité. Pseudo-Aristote conseille à Alexandre d'élire un « prudhomme », c'est-à-dire un homme qui soit l'interface entre la royauté et le peuple.

#### L'entourage du roi
Le bon roi écoute les conseils des siens, qui l'informent sur son royaume. Ces proches de confiance « rapportent ce que l'on fait et que l'on dit par ton royaume ». Il recrute des ambassadeurs sérieux, car « les messagers du roi montrent la sagesse de ceux qui les envoient ». Ces ambassadeurs sont les yeux du roi à l'étranger.

#### L'apparence et la vie du roi
Le roi doit, avec sagesse, conserver une bonne prestance. Cela implique « que le roi soit vestu honorablement », et qu'il se montre toujours beau, car cela traduit sa dignité. A travers ses vêtements, « sa dignité en est honoré et sa puissance plus exaucée, et plus grande révérence lui est faite et rendue ». Cela se traduit dans son caractère aussi : il ne doit pas rire trop, car l'homme qui rit abondamment est « moins prisé et moins honoré » ; le roi doit, enfin, honorer les hommes de sa cour et ses conseillers. Ceux qui l'ont desservi doivent être punis, afin de donner l'exemple. 
Pseudo-Aristote appelle son disciple à parler peu, notamment lorsque sa parole est nécessaire, car cela la rend plus précieuse et honorable. En effet, « il est meilleur que les oreilles des gens soient ardentes d'escouter la parole du roi qu'elles soient souillées et ennuyées de l'escouter par son trop parler ». De même, il s'agit de ne pas se mêler trop souvent à la foule, au risque de se déprécier.
Il peut arriver que le roi s'amuse. Cela est acceptable dès lors que sa nature ne se délite pas. Il est nécessaire, lors de fêtes, que le roi se « garde de boire du vin », et qu'il « laisse les autres boire tant qu'il leur plaira » ; à ce moment-là, il aura accès aux secrets de ces personnes. Les fêtes doivent avoir lieu deux à trois fois par an, et non toute l'année.

### Chapitres sur la justice

#### Le vol et l'expropriation
Le roi doit se garder de faire tort aux marchands. Il doit au contraire les honorer, car ces marchands se répandent dans le monde entier et font les renommées. Le roi qui, « par bonne justice », rend « à chacun ce qui est sien », fait fleurir son économie : les terres seront travaillées, et les rentes élevées.

#### La justice dans la conduite des affaires du gouvernement
Pseudo-Aristote appelle le roi à se garder « de répandre le sang humain ». La vie des sujets doit être la priorité du roi. Il s'agit aussi de ne pas revenir sur une parole qui a été donnée.

### Chapitres d'hygiène

#### L'alimentation du roi
L'ouvrage donne une part importante aux questions de santé, qui reflète des préoccupations de l'époque. La santé est la plus grande des richesses pour le roi. Le maître rappelle à son disciple la théorie des humeurs. Sa bonne santé exige que le roi se « se purge des mauvaises humeurs et corrompues qui le grèvent ». À ce titre, le livre soutient que certains aliments sont particulièrement propices à telle ou telle humeur. Il l'appelle à respecter le principe du meden agan (absence d'excès) dans le domaine de l’alimentation.

#### L'exercice physique du roi
Le livre dispose de chapitres dédiés à la santé physique et aux exercices du corps qui doivent être réalisés par le roi afin de rester en bonne santé. Ces passages reflètent les préoccupations de la science médicale de l'époque d'écriture et de transmission des textes. Les conseils alimentaires sont directement liés à la santé physique de l'individu.

### Chapitres sur l'astronomie
Le Secretum secretorum traite d'astronomie. Le traité définit chacune des quatre saisons,. L'étude des saisons est conseillée au prince car elle permet de connaître l'évolution des récoltes.
Les chapitres sur ce sujet ont été particulièrement appréciés en Europe médiévale par les scientifiques, qui ont parfois repris ses conclusions et ses formulations. Il en est ainsi de Roger Bacon. Le livre s'intéresse également à l'astrologie.

### Chapitres sur la physiognomonie
Le traité aborde, dans son dernier livre, la physiognomonie. Pseudo-Aristote insiste sur ce qu'il considère comme « une noble et merveilleuse science », par laquelle on connaît « la nature et condition de toutes gens ». Il met toutefois en garde Alexandre : « il ne convient pas juger du tout sur un signe, mais considère tous les signes d'un homme et regarde les signes qui plus abondent en l'homme »,. Ce livre reste obscur pour les chercheurs. 

## Postérité

### Reprises et traduction
L'ouvrage dispose d'une postérité importante. Il est repris et retraduit de multiples fois, notamment en Angleterre, en France et dans le monde germanique. Certains livres citent le Secret des secrets, ou le réécrivent sous des formes littéraires variées,. Du fait de son succès, le texte est commenté par Albert le Grand comme par Roger Bacon. Il inspire des traités encyclopédiques comme le Livre de Sidrac ainsi que le Placides et Timéo. Ce dernier, qui porte le sous-titre Les secrets des philosophes, imite directement le Secret des philosophes.

### Influence sur la physiognomonie
Le Secretum secretorum est crédité d'avoir restitué diverses doctrines anciennes, parmi les savants de langue latine et hébreu, comme la physiognomonie : des savants comme Pietro d'Abano ou Jérôme Savonarole ont été particulièrement influencés par la description qu'en fait ce livre. L'apport principal du livre a été la médicalisation de la physiognomonie.

### Influence sur l'alchimie
Le traité a eu une influence majeure sur le milieu de l'alchimie. Plusieurs versions de l'ouvrage contenaient en effet des éléments ésotériques, tels qu'une table d'émeraude. 

### Le texte et ses versions
- rédaction courte : De regimine sanitatis, ou Epistula Alexandro de dieta servanda, traduction partielle en latin Jean de Séville (v. 1145) : J. Brinckmann, Die apokryphen Gesundheitsregeln des Aristoteles für Alexander den Grossen, Leipzig, 1914.
- rédaction longue (la plus courante) : Secretum secretorum, traduction en latin Philippe de Tripoli (1243 ?) : Secretum secretorum Aristotelis ad Alexandrum Magnum, Cambridge (Mass.), Omnisys, 1990, 153 p., reprint de l’édi. Venise 1555.
- édition de la version la plus diffusée au Moyen Âge : Denis Lorée, Édition commentée du Secret des Secrets du Pseudo-Aristote, Thèse, Université Rennes 2, 2012, vol. I : Édition, p. 144-204
- rédaction tardive : par Engelbert d’Admont (vers 1287).
- trad. fr. de la rédaction longue version C (XV° s.), apud L’instruction d’un jeune prince [de Guillebert de Lannoy]. Le Secret des Secrets. Les Enseignements de Saint Louis à sa fille Isabelle, Paris, Antoine Vérard, 1497. Trad. en ligne *
- traductions anglaises : Three prose versions of the Secreta secretorum, intro. Robert Steele, Londres, Kegan Paul, 1898, vol. I : Text and Glossary . Secretum secretorum. Nine English Versions, édi. par M. Manzalaoui, Oxford, Oxford University Press, coll. « Early English Text Society Original Series », no 276, 1977, 631 p.

### Les commentaires sur le texte
- Roger Bacon, Secretum secretorum cum Glossis et Notulis (Le Secret des secrets, avec gloses et notes) (1275-1280), R. Steele édi. : Opera hactenus inedita Rogeri Baconis, Oxford, Clarendon Press, 1909-1940, t. 5, 1920, p. 1-172 [Internet Archive]. p. 287-313 : trad. en français versifié par Pierre de Vernon, Le secré de secrez, vers 1250.

### Les études sur le texte
- Françoise Fery-Hue, « Secret des secrets », in G. Hasenohr et M. Zink (dir.), Dictionnaire des lettres françaises. Le Moyen Âge, Paris, Le Livre de poche, 1992, p. 1366-1370.
- Mario Grignaschi, L'origine et les métamorphoses du Sirr al 'asrâr (Secretum secretorum)", Archives d'histoire doctrinale et littéraire du Moyen Âge, 43 (1976), p. 7-112.
- D. Lorée, « Le statut du Secret des secrets dans la diffusion encyclopédique du Moyen Âge », in Encyclopédies médiévales : discours et savoirs, Rennes, Presses universitaires de Rennes, 1998, p. 155-171.
- Steven J. Williams The Secret of Secrets : the scholarly career of a pseudo-Aristotelian text in the Latin Middle Âges, Ann Arbor, University of Michigan Press, 2003.